# 1430 Somalia
Somalia (asteróide 1430) é um asteróide da cintura principal, a 2,0587805 UA. Possui uma excentricidade de 0,1964565 e um período orbital de 1 497,92 dias (4,1 anos).
Somalia tem uma velocidade orbital média de 18,60768792 km/s e uma inclinação de 3,28561º.
Esse asteróide foi descoberto em 5 de Julho de 1937 por Cyril Jackson.